# 大谷奈那実
大谷 奈那実（おおたに ななみ、1990年2月22日 - ）は、日本の元子役・元女優。埼玉県出身。

## 来歴・人物
- 子役時代は宝映テレビプロダクションに所属していた。[1]
- 血液型はO型。[1]
- 2001年時点での身長は145cm、特技はバスケットボール、ダンス。[1]
- 2002年に発売された写真集では、水着姿や体操着姿を披露。
- 中学校卒業とほぼ同時期に芸能界から引退。

## 出演作品

### テレビドラマ[2]
- ママは大ピンチ！！（TBS,1996年1月4日 - 1996年2月16日）- 高橋 梢 役
- 超光戦士シャンゼリオン 第38話（TX, 1996年12月18日）
- いらっしゃい（NHK,1996年9月2日 - 1996年9月26日）- 葉 美雪 役
- LOVE AND LIE 義務と演技（TBS, 1996年10月10日 - 1996年12月19日）
- 花王・愛の劇場『熱中家族』（TBS, 1998年2月23日 - 4月3日）- ユキ 役
- ガッコの先生（TBS, 2001年10月7日 - 2001年12月16日）- 斎藤 まりの 役
- 夢みる葡萄 ～本を読む女～（NHK, 2003年9月29日 - 2003年12月15日）- 寿美子 役
- 連続テレビ小説 ファイト 第1話（NHK, 2005年3月28日 - 2005年10月1日）

### バラエティ
- おはスタ 番長塾（2000年8月21日 - 25日）- くるみ 役[1]

### 雑誌・書籍
- 小学館「小学二年生」　※モデルとして
- 小学館「おとぎ話をおりょうりに!!かんたんメルヘンクッキング」（1997）　※モデルとして

### 写真集
- ジャンプオフ―内田由衣・大谷奈那実・高橋梓写真集（心交社, 2002年10月発売）

### DVD
- ファンシーエイジ（2002年10月25日発売, 内田由衣・高橋梓と共演）